# St. Nikolaus (Petersdorf)

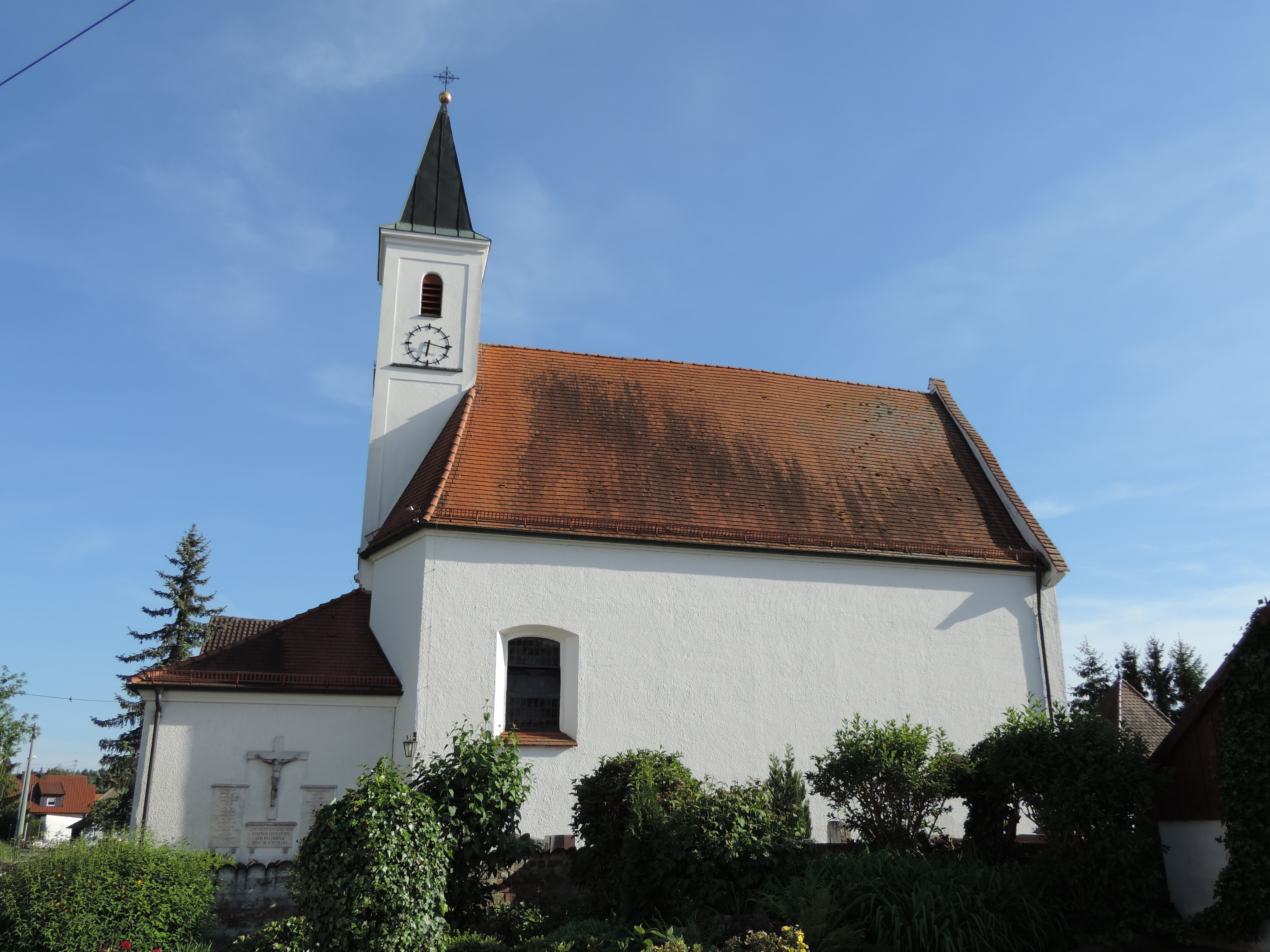
St. Nikolaus (Petersdorf)

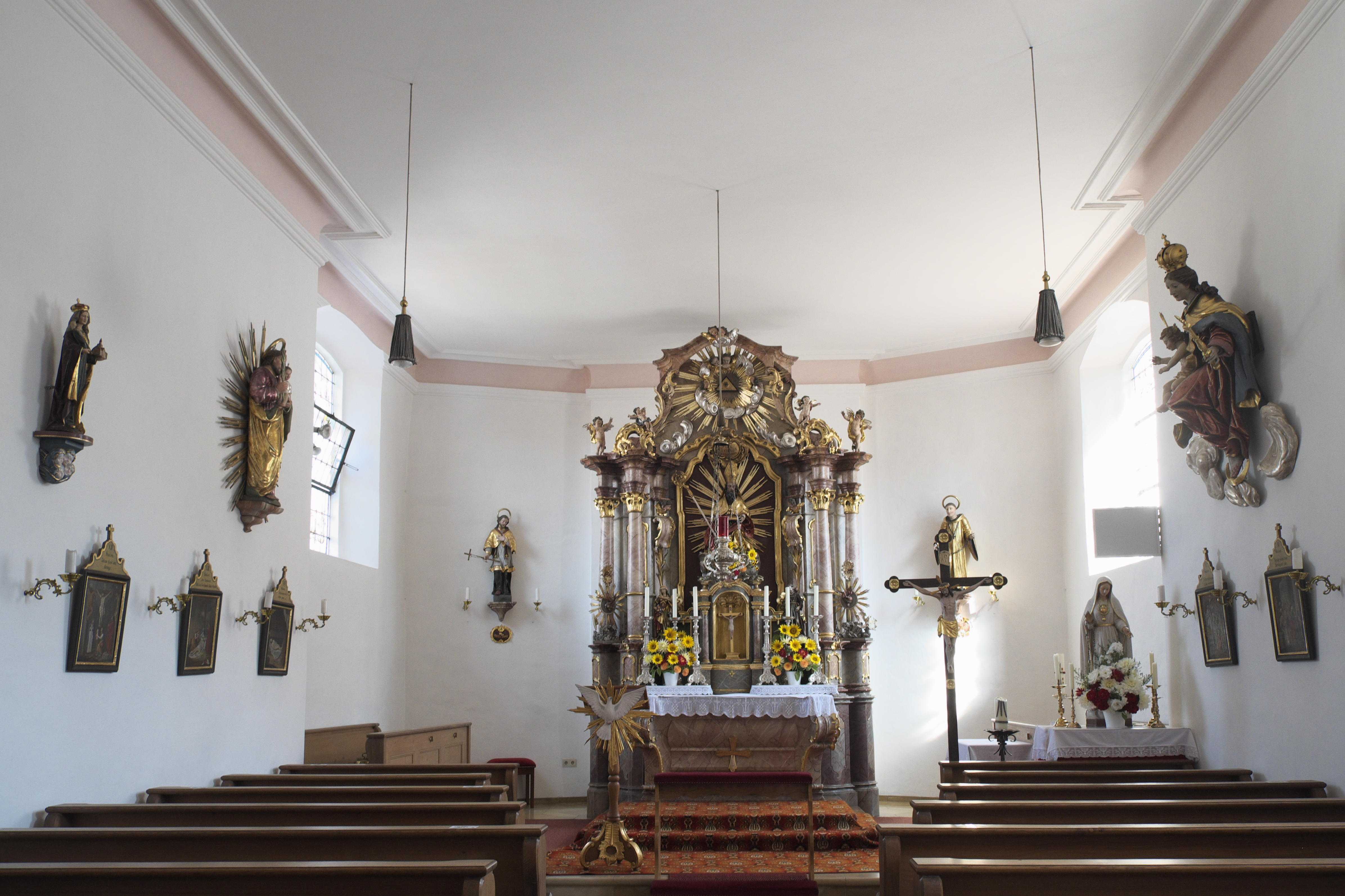
Blick zum Altar

Die römisch-katholische Filialkirche St. Nikolaus steht in Petersdorf, einer Gemeinde im schwäbischen Landkreis Aichach-Friedberg in Bayern. Das Bauwerk ist in der Liste der Baudenkmäler in Petersdorf als Baudenkmal unter der Nr. D-7-71-155-1 eingetragen.

## Beschreibung
Die Saalkirche wurde im Kern um 1470 errichtet und um 1760 verändert. Sie besteht aus einem im Osten dreiseitig geschlossenen Langhaus, dem im 19. Jahrhundert ein quadratischer Dachturm aufgesetzt wurde, dessen oberstes Geschoss die Turmuhr und den Glockenstuhl beherbergt, und der mit einem Pyramidendach bedeckt ist. 
Auf dem Altarretabel des Altars von 1769 ist Nikolaus von Myra dargestellt.